# شن دونغ
شين دونغ دي (بالهانغول:신동희؛ بالهانجا:申東熙) ولد في 28 سبتمبر عام 1985، معروف باسم شين دونغ (الهانغول: 신동؛ هانجا: 神童). هو مغني كوري جنوبي، وكاتب أغاني، ورئيس تشريفات، ومذيع راديو وممثل. عضو في فرقة كي بوب الشبابية سوبر جونيور ومجموعات فرعية لها سوبر جونيور-تي وسوبر جونيور-إتش. وواحد من أربعة راقصين قادة ومغني الراب لسوبر جونيور. أحيانًا يشترك في كتابة كلمات الراب مع زميله في الفرقة إن هيوك ومشهور لأسلوبه الكوميدي.

## وصلات خارجية
- شن دونغ على موقع IMDb (الإنجليزية)
- شن دونغ على موقع ميوزك برينز (الإنجليزية)
- شن دونغ على موقع ديسكوغز (الإنجليزية)
- شن دونغ على موقع قاعدة بيانات الفيلم (الإنجليزية)

- سوبر جونيور - الموقع الرسمي الكوري (إس إم إنترتينمنت)
- شن دونغ على تويتر